# Distretto di Ashoknagar
Il distretto di Ashoknagar è un distretto del Madhya Pradesh, in India, di 688 920 abitanti. È situato nella divisione di Gwalior e il suo capoluogo è Ashoknagar.
Il distretto è suddiviso in quattro comuni (tehsil) e cioè Ashoknagar, Chanderi, Isagarh e Mungaoli, a loro volta riuniti nelle tre suddivisioni di Ashoknagar, Chanderi e Mungaoli.